# Телячий мох
Телячий мох — гідрологічний заказник місцевого значення. Об'єкт розташований на території Олевського району Житомирської області, ДП «Білокоровицьке ЛГ», Зубковицьке лісництво, кв. 45, 46, 51, 58, 66.
Площа — 553 га, статус отриманий у 1984 році.